# Sams Bar
Sams Bar (originaltitel Cheers) var en amerikansk sit-com, der startede i USA den 30. september 1982 og sidste afsnit blev sendt 20. maj 1993 i USA.
Serien handler om en bar i Boston kaldet Cheers, ejet af den tidligere Red Sox-baseballspiller Sam Malone, personalet Carla Tortelli og Diane Chambers, samt barens stamkunder Norm, Cliff, Al, Paul, Phil m.fl.
Efter seriens afslutning i 1993 fortsatte Kelsey Grammer i en spin-off kaldet Frasier, som fortsatte indtil 2004. I Frasier dukkede flere af personerne fra Cheers op i enkelte afsnit, undtagelsen var Rebecca Howe. I Danmark er serien vist på DR1, TvDanmark og senest på 6'eren i en restaureret digital version.

## Medvirkende

### Faste hovedpersoner
- Sam Malone – spillet af Ted Danson
- Carla Tortelli – spillet af Rhea Perlman
- Cliff Clavin – spillet af John Ratzenberger
- Diana Chambers – spillet af Shelley Long (1982-1987)
- Ernie 'Coach' Patusso – spillet af Nicholas Colasanto (1982-1985)
- Dr. Fraiser Crane – spillet af Kelsey Grammer (1984-1993)
- Dr. Lilith Sternin-Crane – spillet af Bebe Neuwirth (1986-1993)
- Norm Peterson – spillet af George Wendt
- Rebecca Howe – spillet af Kirstie Alley (1987-1993)
- Woody Boyd – spillet af Woody Harrelson (1985-1993)

### Gæstestjerner
- John Cleese (champ)
- Senator John Kerry
- Marcia Cross
- Tom Berringer
- Harry Connick Jr.